# Frans de Grauw
Franciscus Maria Antonius (Frans) de Grauw (Oosterhout, 13 oktober 1903 – Baarle-Nassau, 6 december 1972) was een Nederlands burgemeester.
Kort na de bevrijding van Baarle op 3 oktober 1944 werd hij door het Militair Gezag gevraagd om waarnemend burgemeester te worden van Baarle-Nassau. Hij accepteerde deze taak en werd op 23 november 1944 aangesteld als waarnemend burgemeester. Dezelfde dag begon hij aan zijn functie. De Grauw gaf leiding aan de wederopbouw van de gemeente. In 1947 werd de Grauw officieel als burgemeester van Baarle-Nassau aangesteld. Hij bleef dit tot zijn pensionering in november 1968. Hij overleed eind 1972 op 69-jarige leeftijd. De Burgemeester de Grauwstraat in Baarle-Nassau is naar hem vernoemd.